# 所罗门之约
《所罗门之约》是一部伪典。它的作者题为所罗门王，但犹太教和基督教都不认为它是正典。这部书用希腊语写成，传说是完成于公元一世纪早期，但实际上本身可能是在中世纪才成书的。书中记载的是所罗门利用他的印戒驱使魔鬼建造所罗门圣殿的故事。